# Berufssoziologie
Berufssoziologie ist eine spezielle Soziologie, die den Fragen nach gesellschaftlichen Konstitutionsbedingungen und Entwicklungsdeterminanten der Berufe nachgeht. Dabei knüpft sie an soziologische Rollentheorien, aber auch an Theorien der sozialen Schichtung an. Historisch hervorgegangen ist diese spezielle Soziologie aus Frage- und Problemstellungen der sozialpolitischen, ökonomiegeschichtlichen, sozialstatistischen sowie arbeitstechnischen Ausrichtung. Der Beruf ist entscheidend für die soziale Lage der Menschen und deren Abhängigkeit untereinander. In den Analysen bildet der Umstand, dass die Ablösung familiärer und an Kleingruppen orientierter Arbeitsorganisation und -teilung in Richtung der beruflichen Organisation erfolgt ist, den Ausgangspunkt. Die Klassifizierung von Berufen erfolgt durch die Betrachtung von Variablen wie Einkommen, beruflicher Autorität, Fremd- und Selbsteinschätzung der beruflichen Tätigkeit. Auch das Thema Freizeit wird in Untersuchungen aufgenommen, da u. a. dort geltende Normen auch durch berufliche Zusammenhänge geprägt sind.